# ADS 16402
ADS 16402 är en dubbelstjärna belägen i den södra delen av stjärnbilden Ödlan. Den har en skenbar magnitud av ca 10 och kräver ett teleskop för att kunna observeras. Baserat på parallax enligt Gaia Data Release 3 på ca 6,24 mas beräknas den befinna sig på ett avstånd av ca 523 ljusår (ca 160 parsec) från solen. Den rör sig närmare solen med en heliocentrisk radialhastighet av ca -3 km/s. Stjärnan identifierades först som en dubbelstjärna av John Herschel 1831. De två stjärnorna är åtskilda med 11,26 bågsekunder, vilket leder till en projicerad separation av ungefär 1 500 astronomiska enheter på avståndet till ADS 16402. 	 

## Egenskaper
Primärstjärnan ADS 16402 A är en solliknande gul till vit stjärna i huvudserien av  spektralklass F8. Den har en massa av ca 1,2 solmassa, en radie av ca 1,2 solradie och utsänder energi från dess fotosfär motsvarande ca 1,8 gånger solen vid en effektiv temperatur av ca 6 250
Följeslagaren, ADS 16402 B, är en solliknande gul till vit stjärna i huvudserien av spektralklass G0 V. Den har en massa av ca 1,2 solmassor och en radie av ca 1,2 solradie och utsänder energi från dess fotosfär motsvarande ca  1,6 gånger solen vid en effektiv temperatur av ca 6 050 K.

## Planetsystem
Den 14 september 2006 tillkännagav HATNet-projektet sin första exoplanetupptäckt, HAT-P-1b, en het gasjätte av jupitertyp i omloppsbana kring sekundärstjärnan ADS 16402 B. Efter beteckningsschemat som används av HATNet-projektet är följeslagaren känd som HAT-P-1, och själva planeten betecknas HAT-P-1b.
| Planet | Massa            | Halv storaxel (AE) | Siderisk omloppstid (d) | Excentricitet | Inklination     | Radie            |
| ------ | ---------------- | ------------------ | ----------------------- | ------------- | --------------- | ---------------- |
| b      | 0,529 ± 0,020 MJ | 0,05561 ± 0,00083  | 4,4652968 ± 0,0000018   | 0             | 85,634 ± 0,056° | 1,319 ± 0,019 RJ |